# توماس جورج (مجدف)
توماس جورج (بالإنجليزية: Thomas George)‏ هو مجدف بريطاني، ولد في 22 سبتمبر 1994.

## وصلات خارجية
- توماس جورج على موقع الاتحاد الدولي للتجديف (الإنجليزية)
- توماس جورج على موقع اللجنة الأولمبية الدولية (الإنجليزية)
- توماس جورج على موقع أوليمبيديا (الإنجليزية)
- توماس جورج على موقع اللجنة الأولمبية البريطانية (الإنجليزية)